# NGC 460
NGC 460 (również ESO 29-SC39) – gromada otwarta znajdująca się w gwiazdozbiorze Tukana. Odkrył ją John Herschel 11 kwietnia 1834 roku. Być może wcześniej zaobserwował ją James Dunlop 1 sierpnia 1826 roku. Gromada ta znajduje się w Małym Obłoku Magellana.